# Гочыев, Аннамухаммет Мятиевич
Аннамухаммет Мятиевич Гочыев (туркм. Annamuhammet Mätiýewiç Goçyýew; род. 1973, Бендесен) — туркменский политический деятель. Заместитель председателя Кабинета Министров Туркменистана (2011—2015). Председатель экономического совета СНГ (с 2011).

## Биография
Родился в 1973 году в селе Бендесен Красноводской области Туркменской ССР. В 1995 году  окончил Туркменский институт народного хозяйства по специальности «экономист».
С 2001 по 2007 годы — начальник отдела финансов и экономики Службы земельных ресурсов Министерства сельского хозяйства Туркменистана, начальник управления оборонных, правоохранительных и государственно-правительственных органов Министерства экономики и финансов Туркменистана.
В феврале 2007 года назначен заместителем министра экономики и финансов, в феврале 2008 года — заместителем министра финансов Туркменистана.
Министр финансов Туркменистана (18 апреля 2008 — 8 июля 2011).
Заместитель председателя кабинета министров Туркменистана (11 июля 2011 — 9 июля 2015). 
Представитель от Туркменистана в Экономическом совете СНГ. С 1 января 2011 года — председатель экономического совета СНГ.

## Награды
- Медаль «Гайрат»
- Медаль «Ватана болан сойгуси учин»